# Pottsville (Pennsylvania)
Pottsville è la city più grande della contea di Schuylkill in Pennsylvania, USA. Nel 2000 gli abitanti erano 15 549, passati a 14 324 nel 2010.
La città è situata sulla riva destra del fiume Schuylkill, a 156 km nordovest da Filadelfia.
Si trova nel cuore della regione del carbone, dove vi sono numerosi giacimenti di antracite.